# Ranunculus ambranus
Ranunculus ambranus är en ranunkelväxtart som beskrevs av E. Hörandl och W. Gutermann. Ranunculus ambranus ingår i släktet ranunkler, och familjen ranunkelväxter. Inga underarter finns listade i Catalogue of Life.